# Béna kacsa
A béna kacsa politikai kifejezés, amelyet olyan leköszönő politikusokra, elsősorban az Amerikai Egyesült Államok leköszönő elnökére használnak, akiknek az utóduk már megválasztásra került, vagy hamarosan megválasztják. Az ilyen vezetők befolyása rendszerint kisebb, mivel már nincsenek sokáig hivatalban. Ugyanakkor az ilyen béna kacsák bizonyos tekintetben sokkal szabadabban hozhatnak meg akár ellentmondásos döntéseket is, mert kevésbé kell tartaniuk a következményektől. A béna kacsa állapot jellemző forrása a hivatalban tölthető idő korlátai, tervezett nyugalmazás, vagy egy választás elvesztése. Az ilyen leköszönő politikusok befolyása, hitelessége és szavahihetősége lényegesen kisebb, mint hivatalban maradó társaiké, mivel nincs hatalmukban a megkezdett folyamatok tényleges végrehajtása.

## Fordítás
Ez a szócikk részben vagy egészben  a   Lame duck (politics) című angol Wikipédia-szócikk ezen változatának fordításán alapul.  Az eredeti cikk szerkesztőit annak laptörténete sorolja fel. Ez a jelzés csupán a megfogalmazás eredetét és a szerzői jogokat jelzi, nem szolgál a cikkben szereplő információk forrásmegjelöléseként.